# Leon MacDonald
Leon Raymond MacDonald (* 21. Dezember 1977 in Blenheim) ist ein neuseeländischer Rugby-Union-Trainer und früherer Spieler auf den Positionen des Schlussmanns, Verbindungshalbs und Außendreiviertels. Er spielte 56 Test Matches für die neuseeländische Nationalmannschaft und ist seit 2019 Cheftrainer der Blues aus Auckland.

## Werdegang
MacDonald ging auf das Marlborough Boys’ College und hatte 1994 sein Debüt im neuseeländischen Provinzrugby für Marlborough gegen Buller. Im Jahr 1996 gehörte er der U19-Nationalmannschaft an. Ein Jahr später zog er nach Christchurch, um für die Canterbury Rugby Football Union in der neuseeländischen Meisterschaft und für die Crusaders im internationalen Wettbewerb Super 14 zu spielen. Ebenso war er 1997 Teil der U21-Nationalmannschaft. Zu Beginn war er überwiegend ein Dreiviertelspieler oder Verbindungshalb, wechselte aber angesichts der starken teaminternen Konkurrenz auf die Position des Schlussmannes. Während der Super-14-Saison 1998 wurde er an die Chiefs aus Hamilton ausgeliehen. Mit den Crusaders errang er 1999, 2000 und 2002 den Meistertitel der Super 14.
Nachdem er 1998 erstmals für die Auswahl der New Zealand Māori gespielt hatte, trat er als 22-Jähriger erstmals für die All Blacks an, in einem Test Match gegen Schottland am 24. Juni 2000. Trotz der Konkurrenz durch Christian Cullen, Jeff Wilson und in späteren Jahren Mils Muliaina erhielt er regelmäßige Einsätze. Bei der Weltmeisterschaft 2003 stand er in fünf von sechs Spielen der All Blacks in der Startformation, darunter bei der 10:22-Halbfinalniederlage gegen Australien. In der Saison 2004 spielte er für das japanische Team Yamaha Jubilo, womit er gemäß den damaligen Verbandsregeln nicht für die Nationalmannschaft zur Verfügung stand.
2005 kehrte Macdonald zu den Crusaders zurück und etablierte sich auch rasch wieder in der Nationalmannschaft. In den Jahren 2005, 2006 und 2008 konnte er mit den Crusaders drei weitere Meistertitel feiern. Bei der Weltmeisterschaft 2007 gehörte er in drei Spielen der Startformation an. Sein letztes Spiel für die All Blacks bestritt er am 12. Juli 2008 gegen Südafrika. In insgesamt 56 Test Matches hatte er 146 Punkte erzielt. Während der Saison 2009/10 stand er ein weiteres Mal in Japan unter Vertrag, diesmal bei den Kintetsu Liners. Im April 2010 erklärte er seinen Rücktritt als Spieler.
Unmittelbar danach begann Macdonald als Assistenztrainer für die Tasman Rugby Union zu arbeiten. Auf die Saison 2015/16 hin übernahm er dort das Amt des Cheftrainers. Zusätzlich war er im Jahr 2017 bei den Crusaders als Assistenztrainer tätig. 2019 übernahm er den Cheftrainerposten bei den Blues aus Auckland und verlängerte 2021 seinen Vertrag um weitere zwei Jahre.